# Moca velutina
Moca velutina is een vlinder uit de familie van de Immidae. De wetenschappelijke naam van de soort is voor het eerst geldig gepubliceerd in 1863 door Francis Walker.